# 石川豊
石川 豊（いしかわ ゆたか、1927年（昭和2年）10月25日 - 2019年（令和元年）11月17日）は、日本の政治家、元山梨県南アルプス市長（1期）。

## 来歴
山梨県出身。山梨県立巨摩高等学校卒。卒業後は山梨県庁に入り厚生部長、出納長などを務める。その後、櫛形町長に当選、2003年、合併で櫛形町は南アルプス市となり、合併後の南アルプス市長選挙に立候補し当選する。市長を1期務め、2007年の市長選挙に出馬しなかった。2008年に旭日小綬章を受章した。